# John Milton
John Milton (London, 1608. december 9. – Chalfont, 1674. november 8.) angol költő, politikus, a barokk irodalom egyik legnagyobb alakja. Legismertebb műve az Elveszett paradicsom című eposz (Paradise lost, 1667). Erőteljes szónoki prózája és költészetének választékossága hatalmas hatást gyakorolt a 18–19. század irodalmára. Költeményei mellett Milton több röpiratot publikált az emberi jogok és a szabad vallásgyakorlás védelmében, és Oliver Cromwell titkáraként aktív részt vállalt az angol polgári forradalomban.

## Ifjúkor, tanulmányok
John Milton Londonban született. Édesanyja, az erősen vallásos Sarah Jeffrey egy kereskedő hajós leánya volt, édesapja – maga is John – pedig törvényszéki írnokként kereste a kenyerét, emellett szabadidejében zenét is komponált. A család elég tehetős volt ahhoz, hogy vidéken is legyen egy házuk.
Milton első tanítómestere édesapja volt, akitől örökölte a művészetek szeretetét, illetve a St. Andrews-i Egyetemen végző Thomas Young presbiteriánus lelkész oktatta gyermekkorában, aki maga is író lett a későbbiekben. Tizenkét évesen Miltont felvették az otthonához közel eső Szent Pál iskolába, majd a Cambridge-i Egyetemen a Christ's College hallgatója lett. Ekkortájt kezdett el latinul, olaszul és angolul verselni. A kozmikus szerelemvágy egyik legszebb kifejezője tavaszt váró ötödik elégiája, amelyet latinul írt, címe: In adventum veris. Egyik legelső angol nyelvű műve (On the Death of a Fair Infant, azaz Egy szőke gyermek halálára, 1626) akkor született, amikor nővére, Anne Philips elvetélt. 1629 karácsonyára írta meg első nagy angol nyelvű költeményét, az ünnepi ódát Krisztus születésnapja alkalmából. Dante és Petrarca ódái, a Fletcher fivérek és a manierista iskola is erősen hatott költői képzeletére.

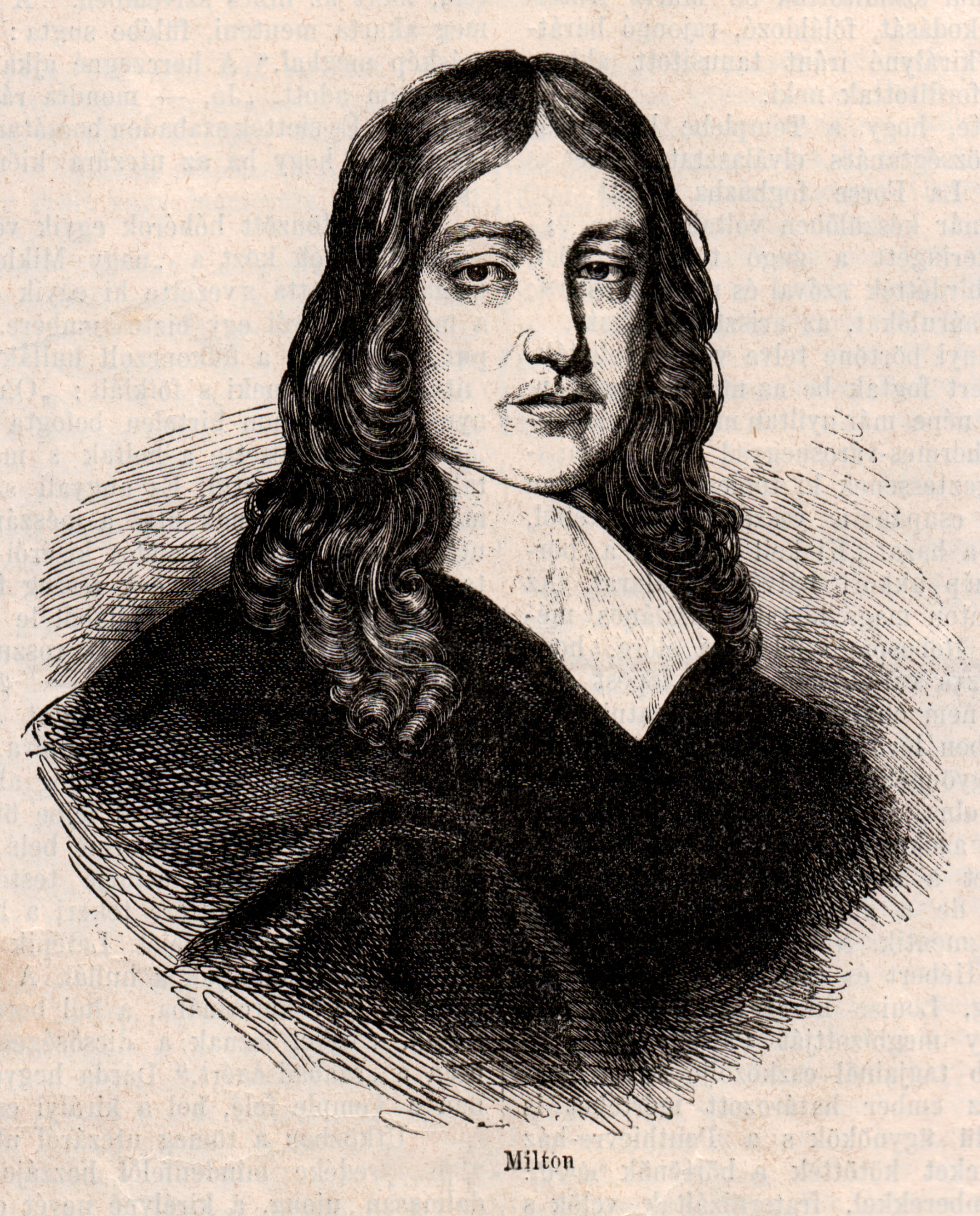
John Milton

Milton nem tudott alkalmazkodni az egyetemi élethez, nem érezte jól magát az ósdi, középkori légkörben. Kiérdemelte a „Krisztus asszonya” gúnynevet, amikor hexameterben tiltakozott az akkori világvége-hangulat ellen. Mindazonáltal az egyetemen megszerezte a baccalaureusi, majd 1632-ben a mesteri fokozatot, de Cambridge-et elhagyva Milton végleg feladta korábbi tervét, hogy papi pályára lépjen. Ezután hat évig nem dolgozott, hanem apjánál lakott, készült a költői pályára és írt. Ekkoriban születettek a L'allegro és az Il penseroso (1632) c. költeményei, s első drámai kísérlete, amely a főhős után a Comus (1634) címen lett ismert. Milton e korai költészetét a Lycidas (1637) c. pásztori elégia zárja le, amelyet az ír tengerbe veszett volt cambridge-i diáktársa, a költő, Edward King emlékére írt. Korai versei csaknem minden angol antológia elmaradhatatlan darabjai.

## Politikai pályán
1635-ben a Milton család Hortonba (Buckinghamshire) költözött, ahol John folytatta görög, latin és olasz tanulmányait. Az 1630-as évek végén Franciaországba és Itáliába utazott. Párizsban találkozott a teológus és jogász Hugo Grotiusszal, Firenzében pedig meglátogatta az inkvizíció őrizete alatt álló már öreg és vak Galileo Galileit – a csillagász teleszkópjáról az Elveszett paradicsomban is megemlékezett, egyik beszélgetésüket pedig később feljegyezte híres előterjesztésében (Areopagitica, 1644), mely a szólásszabadság érdekében született. Ebben írta, hogy a könyvek mintegy fiolákként őrzik meg az elme legnagyobb teljesítményeit.
1639-ben Milton a skót felkelés hírére elindult haza, nem utazott tovább Szicíliába és Görögországba, ahogyan eredetileg tervezte. Visszatért Londonba, ahol iskolát alapított unokaöccsei és még néhány diák számára. Tanárkodása alatt nem írt, és a hamarosan kitörő angol polgári forradalom 20 évre eltérítette az irodalmi pályától, így az Arthur királyról tervezett eposzát sem írta meg. Milton a polgárháborúban az Oliver Cromwell vezette puritánok mellé állt, így több pamfletet írt például a püspökségek intézménye ellen (1642), a válással (1643) és a sajtószabadsággal (1644) kapcsolatban. 1649-ben támogatta I. Károly lefejezését. Közben Cromwell mellett az idegen nyelvek titkára lett.
1651-52 telén következett be Milton tragikus és teljes megvakulása. Cromwell mellett mindvégig kitartóan dolgozott, és vakon is folytatta parlamenti tevékenységét, ráadásul vaksága szókészletének és kifejezőkészségének fejlődéséhez vezetett, amelyet mind politikai röpirataiban, mind művészetében kamatoztatott is. 1660-ban, II. Károly restaurációja idején letartóztatták, mint a protektorátus védelmezőjét, de hamarosan elengedték. Mindemellett bőségesen megfizetett ellenzékisége miatt: műveit nyilvánosan elégették és meglehetősen elszegényedett. A halálos ítélettől valószínűleg csak vaksága mentette meg.

## Milton családja
John Milton először 1642-ben nősült. Választottja a 17 éves, műveletlen és királypárti Mary Powell volt, aki alig egy hónap után külön költözött Miltontól. Az elhagyott művész ekkor írta meg később elhíresült pamfletjét (The doctrine and discipline of divorce = A válás elmélete és gyakorlata) a válásról, melyben kifejtette – emiatt több egyházi kritika illette – hogy a szerelem a kegyes lelki vonatkozás mellett testi aspektussal is rendelkezik. A polgárháború hatására végül Mary a következő évben visszatért férjéhez, és 1652-ben bekövetkezett haláláig három gyermeket szült a költőnek.
1656-ban kezdődött Milton második házassága: Katherine Woodcock a neki szült leánygyermekkel együtt azonban már 1658 folyamán meghalt. A költő szonettben emlékezett meg róla. A megkeseredett költő ekkor írta meg monumentális eposzát, az Elveszett paradicsomot, amit azonban a pestisjárvány és az 1666-os londoni tűzvész miatt csak 1667-ben publikáltak.

## Öregkor
Az 1660-as években új, szintén fiatal feleségével, Elizabeth Minshullal a mai Burnhill Rowra költözött. A nagy korkülönbség ellenére a házasság boldognak bizonyult. Milton élete hátralévő részében itt is maradt egy Chalfontba tett utazást (1665) kivéve, amit a pestis elkerülése érdekében tett. Kései verseit a vak költő rokonainak és tanítványainak címezte. Nyugodt, békés körülményeiről tanúskodik leghíresebb művének folytatása, az 1671-ben megjelent Visszanyert Paradicsom. Ugyanekkor írta meg egyik legszebb művét, mely A küzdő Sámson címet viseli. Témája a megalázott győzedelme a megalázók fölött. Ez a győzelem a megvakított ember diadalmas, önként vállalt halálával teljesedik be.
1674. november 8-án hunyt el Chalfontban (Saint Giles, Buckinghamshire). Édesapja mellé temették Cripplegate-ben, a Saint Giles templomban. Több forrás állítása szerint sírját később megszentségtelenítették: fogait és hajának nagy részét ellopták a templom felújítási munkálatai közepette.

## John Milton jelentősége
Lásd még: Elveszett paradicsom, Visszanyert paradicsom
Milton költői jelentőségét nagy általánosságban az Elveszett paradicsom megjelenése után ismerték fel. (Előtte még maga Milton is kétségekkel viseltetett művészetével kapcsolatban, gyötörte az a gondolat is, hogy mi lesz az ő alkotásainak a sorsa, ha az oly kevesek által beszélt és ismert angol nyelven írja). Személyisége és eredményei így is a kritikusok vitatémájává vált.
Milton Elveszett paradicsomának hőse a Sátán, aki Isten elleni harcában alulmarad. Ő a bűn maga, de lelki keménysége vonzóvá teszi. Ádám és Éva az isteni-démoni ellenfelek játékszere. Az üdvösség ugyan elvész, de megindul az emberi út. Ádám és Éva a mű végén újra visszakerülnek a jelenbe, s meghallgatván a próféciát nem teljes kétségbeesésben, hanem némi reménnyel hagyják el a paradicsomot. Olvassuk a befejező sorokat Jánosy István fordításában:
Előttük a világ, hol nyughelyet

lelnek, s vezérük lesz a Gondviselés.

Kéz kézbe, lassú vándorlépteik

magányban az Édenen át vezetnek.
Milton óriási műveltsége és fantasztikus képzelőereje együtt érvényesül a magasztos, egyben kalandosan érdekes történetben. Milton eredetileg drámának, égi és földi tragédiának képzelte. Mire befejezte, tízénekes eposz lett belőle.
Az Elveszett paradicsom témabeli és eszmei folytatása a közvetlenül utána felépített Visszanyert Paradicsom. Itt a bűnbeesés tragikumát kiegyenlíti a megváltás elnyerése. Hőse Jézus Krisztus, itt ő áll szemben a Sátánnal. És ez a befejezés egységes történetté teszi a bűnbeeséstől a megváltásig húzódó emberi utat. Talán a tragikum hiánya miatt kevésbé izgalmas a mű az elődjétől.
Milton művészete és szemlélete nagy hatást gyakorolt a későbbi korok művészetére. A romantikus William Blake és Percy Bysshe Shelley a Sátán megformálásáért tartotta nagyra Miltont (Blake azt mondta róla, hogy „igazi költő, aki anélkül állt az Ördög pártján, hogy tudatában lett volna”). Mellettük fontos megemlíteni még George Byron, John Keats és Alexander Pope művészetére gyakorolt hatást. Feltehetően Joseph Haydn Teremtés-oratóriumához Milton eposzából merített ihletet. Elvont, eszmei kapcsolat mutatható ki Friedrich Nietzsche Zarathustrája és Milton Elveszett paradicsoma között.

John Milton több mint két évtizeden (1652–1674) át élt és alkotott leányai körében teljesen vakon, nagy műveit egyik leányának mondta tollba. Életműve mind a mai napig nagy tiszteletet vált ki a művelt világban, főleg az Elveszett paradicsom és A Küzdő Sámson. Európa festőinek legjobbjait is megihlette a vak költő, közülük legnagyobb sikere Munkácsy Mihály Miltonjának volt, talán azért, mert Milton el- és befogadottsága 1878 körül volt a csúcson mind Európában, mind Amerikában.

Kiváló illusztrációk születtek az Elveszett paradicsomhoz, köztük a fent említett William Blake, majd később Gustave Doré által.

## Magyarul
- Jó'sef el-adatása. Egy próba-tétel Milton szerént; ford. Hunyadi Ferenc; Medgyesi Pál özvegyénél Rábai István által, Diószeg, 1795
- Elvesztett Paraditsom / A visszanyert Paraditsom; franciából prózaford. Bessenyei Sándor; Ellinger Ny., Kassa, 1796
- Az elveszett paradicsom; ford. Jánosi Gusztáv; Franklin, Bp., 1890 (Olcsó könyvtár)
- Az elveszett Paradicsom; ford. Jánosi Gusztáv; 3., jav. kiad.; Franklin, Bp., 1916 (Olcsó könyvtár)
- Kisebb költemények; ford. Tóth Árpád; Kner, Gyoma, 1921 (Monumenta literarum)
- Shakespeare Hamletje és Byron, Milton, Shelley, Rabindranath Tagore, Whitman, Wilde és Wordsworth: Versek; ford. Szabó T. Attila; Füssy, Torda, 1929
- Sámson. Dráma; ford., bev., jegyz. Dybas Tihamér; Új Magyar Kiadó, Bp., 1955
- Elveszett Paradicsom; ford., tan. Jánosy István, utószó, jegyz. Szenczi Miklós; Magyar Helikon–Európa, Bp., 1969 (Helikon klasszikusok)
- A küzdő Sámson. Tragédia; ford., utószó Jánosházy György; Kriterion, Bukarest, 1975
- Milton, az angol forradalom tükre. Válogatás prózai írásaiból; összeáll., bev., jegyz. Szenczi Miklós, ford. Dávidházi Péter et al.; Gondolat, Bp., 1975 (Európai antológia. Angol reneszánsz és polgári forradalom)
- John Milton válogatott költői művei; ford. Jánosházy György et al., utószó Szenczi Miklós, jegyz. Jánosházy György, Szenczi Miklós, Várady Szabolcs; Európa, Bp., 1978

## Képgaléria

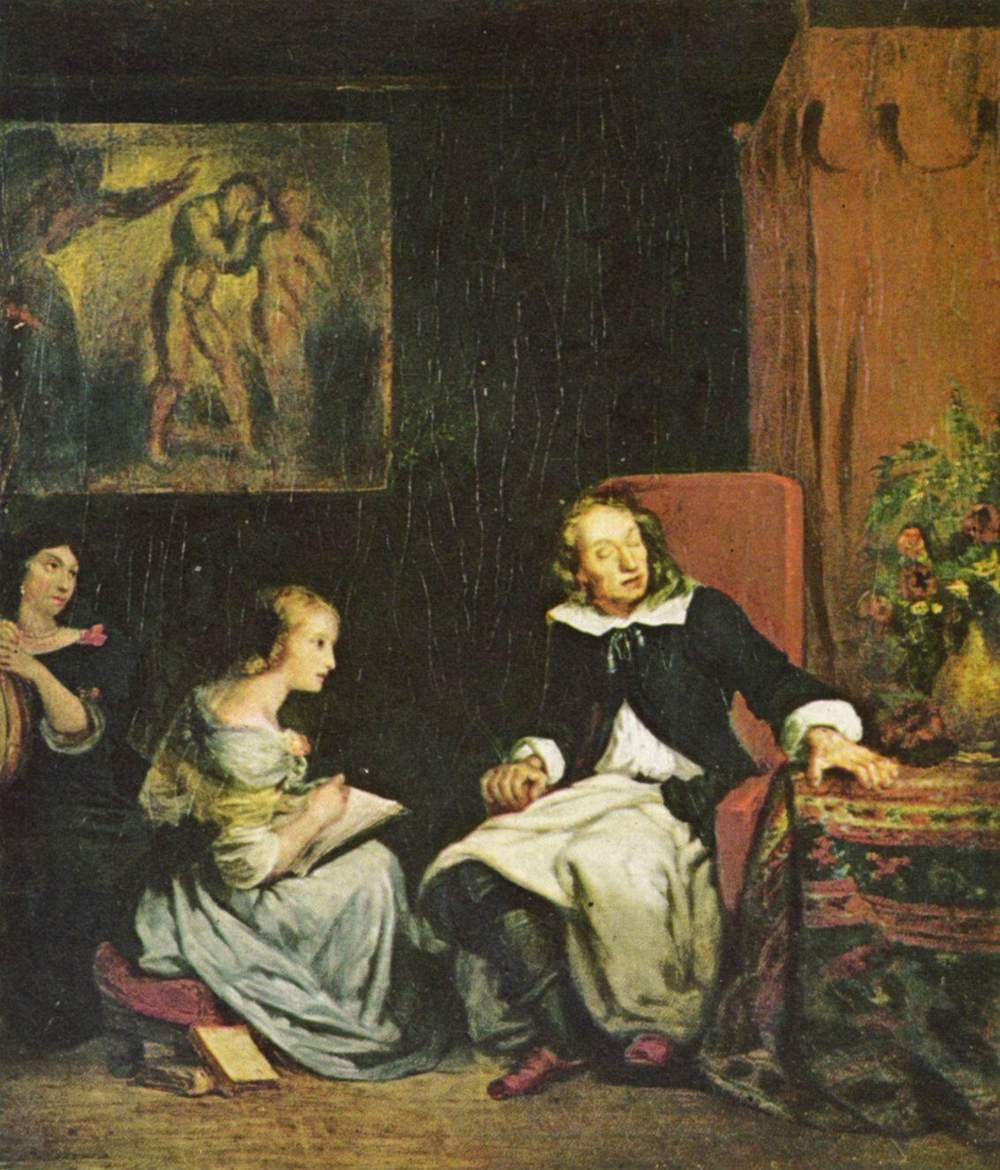
Delacroix: Milton (1826)
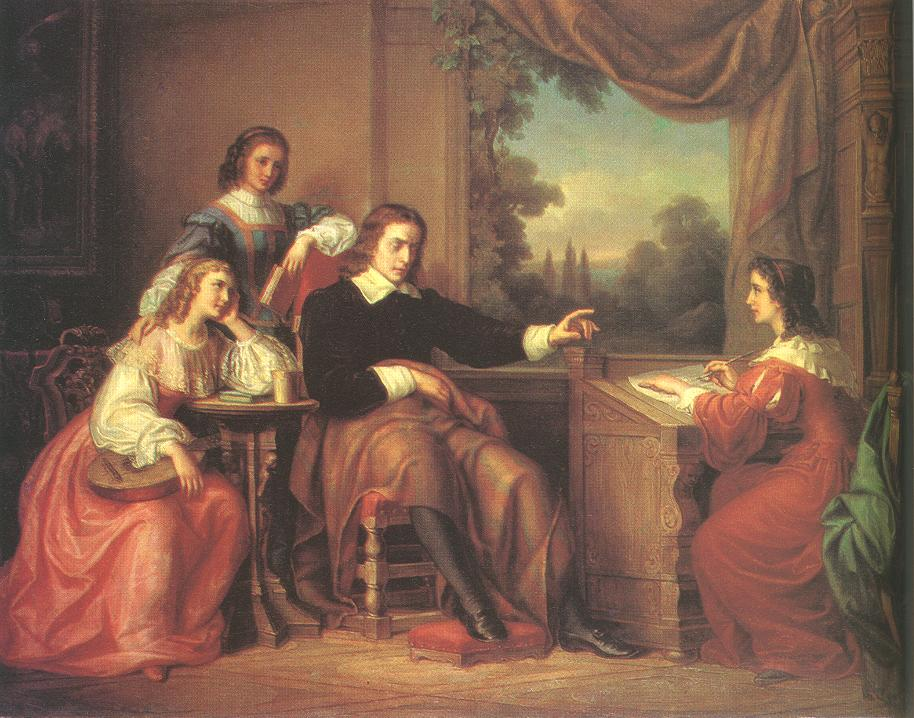
Orlai Petrich Soma: Milton (1862)
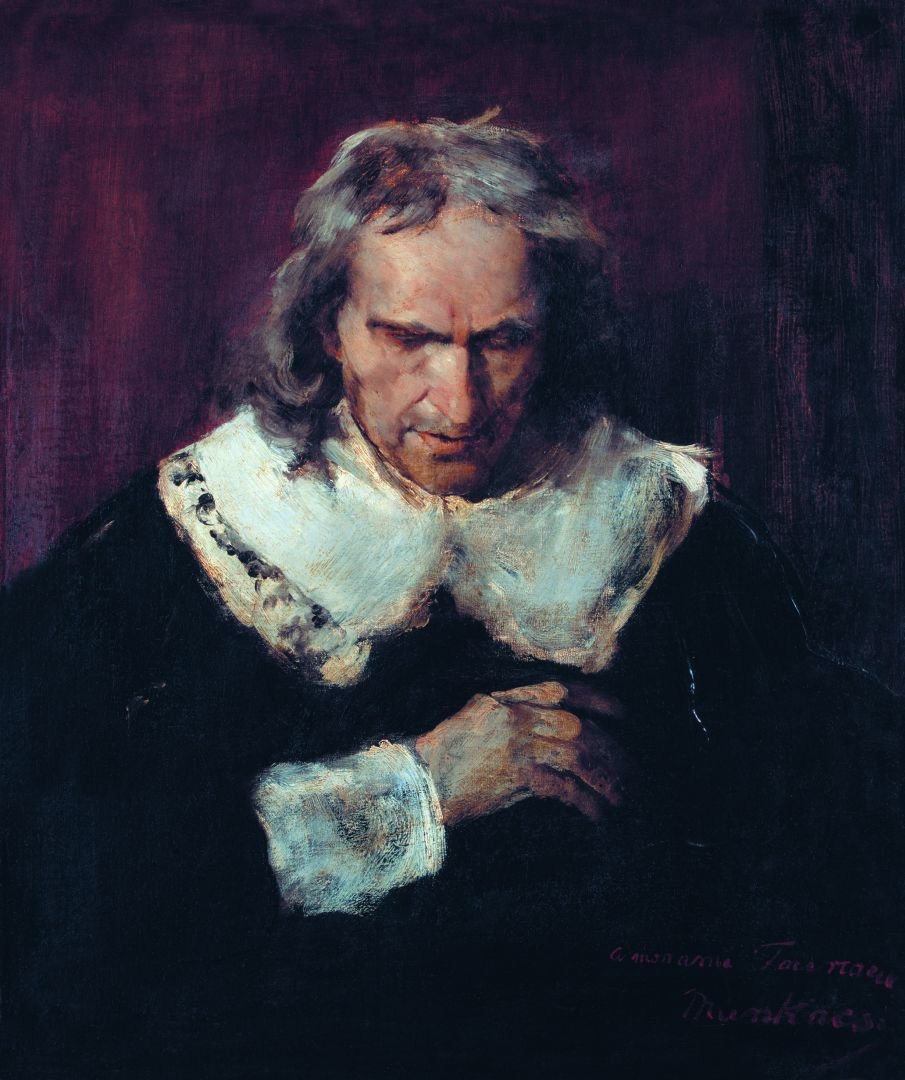
Munkácsy: Tanulmány a Miltonhoz (1877)
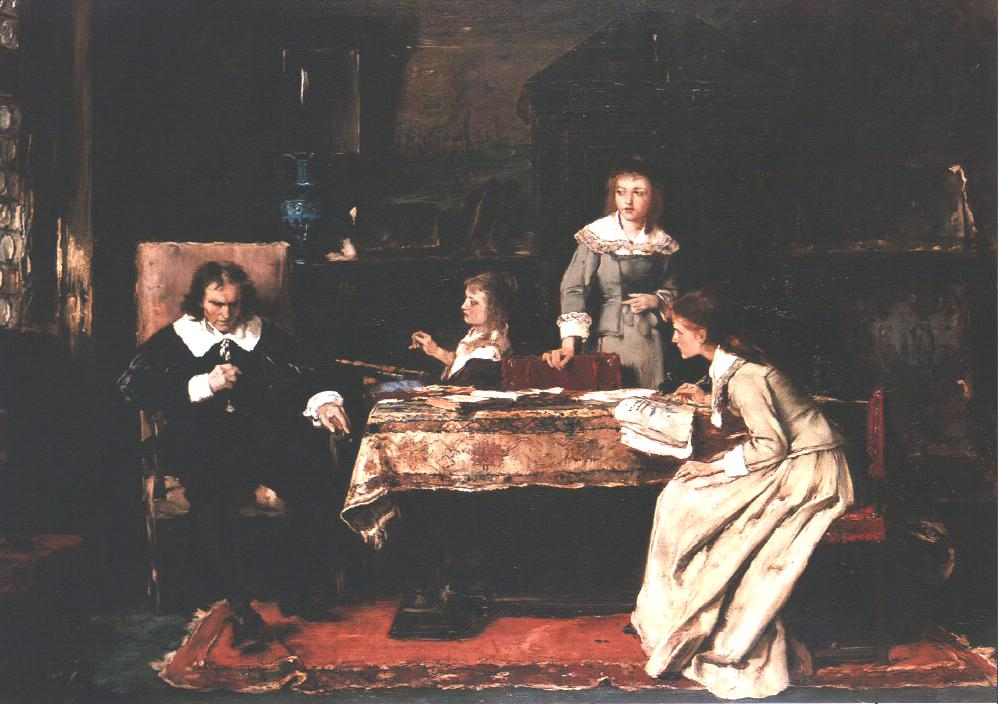
Munkácsy: Milton (1878)
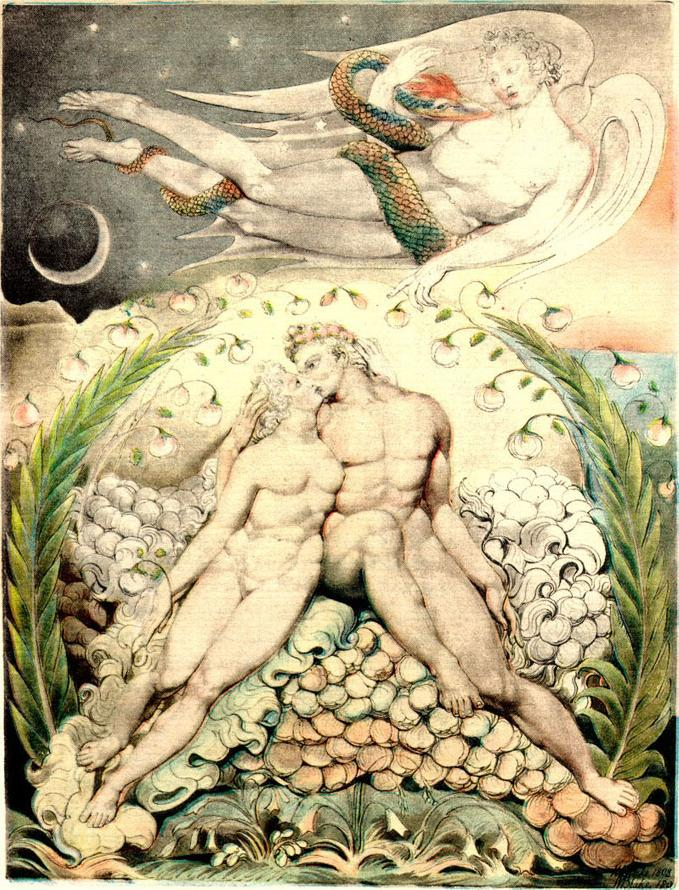
Blake: Elveszett paradicsom (1808)
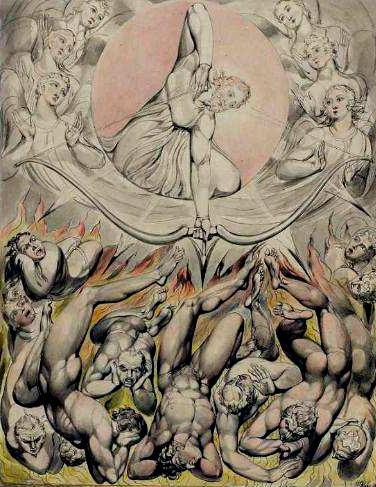
Blake: Elveszett paradicsom (1808)
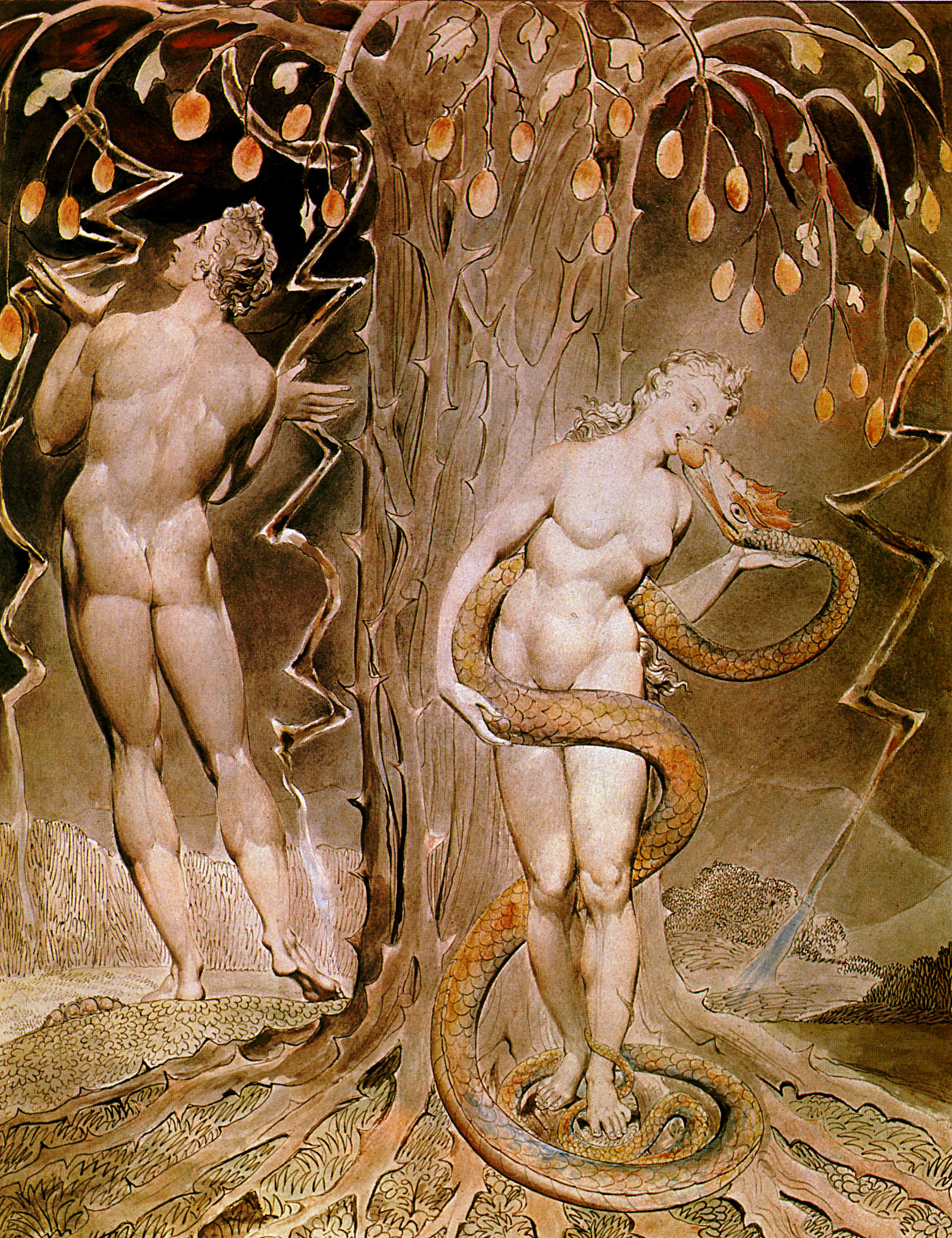
Blake: Elveszett paradicsom (1808)
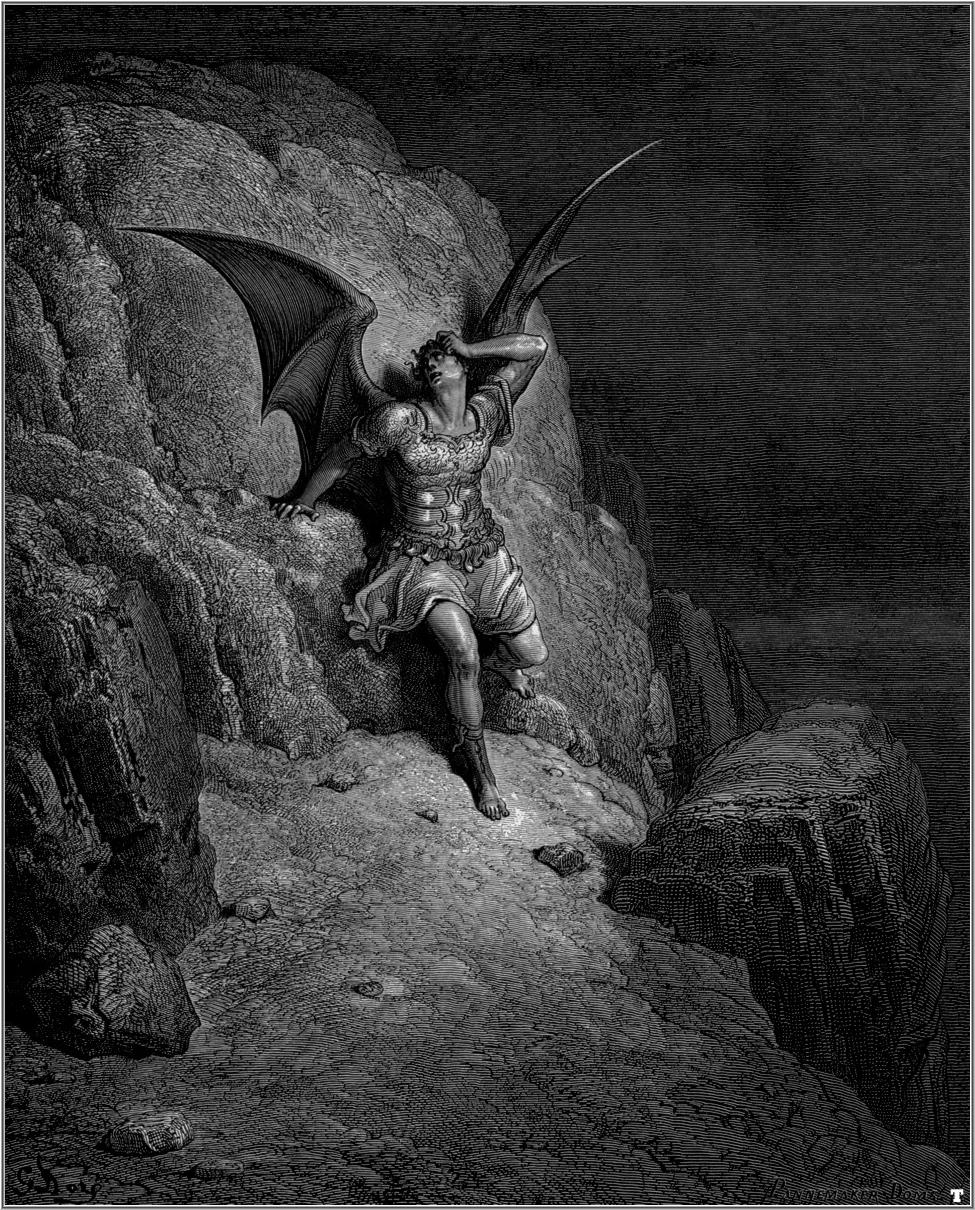
Gustave Doré illusztrációja az Elveszett paradicsomhoz, (1866)